# Lope de Salazar (conquistador)
Lope de Salazar (¿?, ¿? - ca. 1515, Tenerife) fue un hidalgo y conquistador que participó en las conquistas realengas de las islas Canarias a finales del siglo xv.
Se le considera fundador de la localidad tinerfeña de San Andrés.

## Biografía
Lope de Salazar era hijo de Diego de Salazar, de ascendencia alavesa, y hermano de Sancho de Salazar o de Salcedo y de María Ortiz. Estaba casado con Beatriz de Párraga, quien según el profesor Leopoldo de la Rosa era de origen guanche. De este matrimonio tuvieron tres hijos: Diego de Salazar, el presbítero Luis de Salazar y una hija de nombre desconocido.
En 1454 Lope de Salazar arriba a las islas Canarias como piloto mayor de la armada de Diego García de Herrera e Inés Peraza de las Casas, señores de las islas, siendo vecino de Lanzarote al menos desde 1467. Más tarde participó en la conquista realenga de Gran Canaria entre 1478 y 1483, avecindándose en ella una vez incorporada a la Corona de Castilla. Desde aquí organiza razias a las islas de La Palma y Tenerife.
En 1492 el juez pesquisidor Francisco Maldonado, quien ocupaba el cargo de gobernador de Gran Canaria, envía a Lope a concertar paces con el reino guanche de Anaga, lo cual logra favoreciendo la empresa conquistadora posterior.
Lope participa en la conquista de Tenerife entre 1494 y 1496 bajo el mando del capitán Alonso Fernández de Lugo, siendo de valor su participación gracias a sus relaciones con las élites guanches de Anaga y por su conocimiento de la isla.
Tras la conquista, Alonso Fernández de Lugo le entregó a él y a sus descendientes en repartimiento el valle de las Higueras o de Abicore e Ibaute, que por él se llamó de Salazar y más tarde de San Andrés, por la advocación de la ermita que erige Lope.
Lope de Salazar vivió con su mujer, su hermano Sancho y otros en el valle de San Andrés hasta su muerte hacia 1515.